# Кирил Кравченко
Кирил Албертович Кравченко (рус. Кирилл Альбертович Кравченко; рођен 13. маја 1976, Москва) је заменик генералног директора руске нафтне компаније "Газпром њефт". У оквиру Газпром нафте је одговоран, поред руковођења Блоком за организациона питања и за имплементацију неколико стратешких пројеката компаније за Оперативни менаџмент систем (ОМС Еталон) и прозводна безбедност компаније. Осим тога, задужен је за увођење Дигитализације, процеса који се имплементира на новиу групе "Газпром њефт".

## Образовање
- 1993-1998. године студије социологије на Московском државном универзитету М. В. Ломоносов
- од 2002-2003. године студирао је на Отвореном британском универзитету(менаџмент финансија)
- од 2002-2003. године студирао је школу бизниса IMD Business School
- од 2004-2006. године. РХТУ Д. И. Мендељејева (доктор економских наука)

## Каријера
- до 2000 г. радио у области консалтинга
- 2000-2004. године радио у компанији „ЈУКОС“ на различитим дужностима у Москви и Западном Сибиру
- 2001-2002. године радио у Европи и Латинској Америци у компанији "Schlumberger" (партнерски програм са НК „ЈУКОС")
- 2004-2007. године - Административни директор МХК „ЕвроХим“, председник Управног одбора АО „Лифоса“
- 2009. године именован за ѕаменика генералног директора „Гаспром њефт“ а. д. ѕа управљање иностраним активима
- 2009-2017. године генерални директор Нафтне индустрије Србије
- 2009-2018. године члан Управног одбора „Нафтна индустрија Србије“ (НИС)
- од јула 2017. године заменик генералног директора „Гаспром њефта“ а. д. за организациона питања „Гаспром њефт а. д.
- од 2017. године Председник Одбора директора ООО "ИТСК"

## Награде
- Златна медаља Републике Србије за заслуге у јачању културних и економских веза међу Србијом и Русијом 2017. године
- Орден Светог Саве, највише одликовање Српске православне цркве за допринос развоју руско-српских односа и очувању традиције и културе 2017. године
- Национална пословна премија „Капетани руског бизниса“ 2010. у номинацији „генерални директор“
- Награда „Corporate Man of the year” часописа „The Men“ за друштвено одговорно пословање током 2010. године, најутицајнијег инвеститора у 2011 години и најутицајнијег стратега у 2012. години;[1]
- Награда Капетан Миша Анастасијевић за стратешки менаџмент[2]
- Признање „Почасни грађанин Панчева“ за посебан допринос овом граду[3]
- Награда Безбедносно-информативне агенције за Сарадњу и изузетан допринос у раду
- "Најутицајнији странац у Србији" 2009, 2010, 2011, 2012, 2013, 2014, 2015 проглашен од експертског жирија српског дневног листа компаније Ringier Axel Springer

## Додатна информација
Професор на катедри «Међународни институт за логистику и међународну информатику» на руском хемијско-технолошком универзитету РХТУ им. Д. И. Менделеева, професор на РГУ нефти и газа им. И. М. Губкина. Професор је на Унивезитету у Новом Саду, предавач у INSEAD - Интернационалној школи за бизнис и предавач у IEDC на Бледу у Словенији. Има преко 100 књига и научних публикација. Члан је и Асоцијације независних директора АНД у Руској федерацији. Неколико година за редом био је члан управних одбора великих руских и других светских компанија ОАО "Славнефть", ОАО „Томскнефть", АО "Лифоса", СП "ИТСК Архивирано на веб-сајту  (14. јул 2011)" и других.

## Основне публикације
- Организација пројектовања и управљање развојем великих компанија. К. А. Кравченко, В. П. Мешалкин-М:Академический проект, 2006.
- Организација изградње и управљање особљем у великој компанији -М: Академический проект, 2005.
- Упутство за корпоративно управљање за председника и директора. Под ред. А. А. Филатова, К. А. Кравченко-М: Альпина бизнес бук,2006.
- Основа менаџмента:руковођење људима. А. И. Кравченко, К. А. Кравченко-М: Академический проект, 2003.
- Савремена пракса корпоративног руковођења у руским компанијама. Под ред. А. А. Филатова, К. А. Кравченко-М: Альпина бизнес бук,2007.
- Корпоративно руковођење и рад управног одбора у руским компанијама. Под ред. А. А. Филатова, К. А. Кравченко-М:Альпина бизнес бук,2008.
- Управљање великом компанијом. К. А. Кравченко, В. П. Мешалкин-М:Академический проект,2010.
- CEO School - Master klas 20 globalnih biznis lidera. S.V.Šekšnja, K.A.Kravčenko, E.Wiliams: Palgrave Pivot 2018.